# 史蒂芬·沃爾夫勒姆
斯蒂芬·沃尔夫勒姆（英語：Stephen Wolfram，1959年8月29日—），旧译斯蒂芬·沃尔夫雷姆，是计算机科学、数学、理论物理方面的著名英国科学家。他编写了著作《一种新科学》。同时，他还是著名大学伊利诺伊大学厄巴纳-香槟分校的兼职教授。2012年，他成为美国数学协会的院士。
作为商人，他是软件公司沃尔夫勒姆研究公司的创立者和首席执行官。在公司内部，他是数学软件 Mathematica 和计算型知识引擎 Wolfram Alpha 的主要设计师。他近期的工作主要是基于知识的编程，把 Mathematica 编程语言进一步拓展为 Wolfram 语言。他的相关著作《Wolfram 语言入门》的英文版发行于2015年。在学术上，他以粒子物理学、元胞自动机、宇宙学、复杂性理论、计算机代数系统上的研究成果闻名于世。

## 早期生活
斯蒂芬·沃尔夫勒姆1959年出生于伦敦，曾先后就读于伊顿公学、牛津大学。他的父亲雨果·沃尔夫勒姆是小说家，母亲西比尔·沃尔夫勒姆是哲学教授。

### 雨果·沃尔夫勒姆
斯蒂芬的父亲雨果·沃尔夫勒姆（1925 - 2015）出生于德国波鸿市，是一位纺织品制造商，曾担任卢勒克斯公司的常务董事，织物卢勒克斯的制造商，同时也是三本小说的作者。雨果出生于德国，于1933年移民到英格兰。当第二次世界大战爆发后，年轻的雨果在15岁时离开学校，后来发现，因为他被视为一个很难找到一份工作“敌国侨民”。作为一个成年人，他参加了哲学和心理学函授课程。

### 西比尔·沃尔夫勒姆
斯蒂芬的母亲西比尔·沃尔夫勒姆(1931-1993，出生西比尔米施)从1964年到1993年任牛津大学玛格丽特夫人学堂的院士和讲师。她出版了两本著作Philosophical Logic: an Introduction (1989)和 In-laws and Outlaws: Kinship and Marriage in England (1987).她翻译了由Claude Lévi-Strauss著作的 La pensée sauvage (The Savage Mind)，但是后来否认了翻译。她是犯罪学家和心理分析学家凯特·弗里德兰德 (1902-1949)和物理学家 Walter Misch (1889-1943) 的女儿。在1933年德国国会大厦火灾后，她从德国柏林随父母和犹太精神分析学家 Paula Heimann(1899–1982)移民到英国。

## 家庭
他的妻子是一位数学家，他们有4个孩子。

## 教育和早期经历
沃尔夫勒姆是一名左撇子。童年时期，他在学业上并不顺利，在学习算术上遇到了困难。12岁时，他编写了一部关于物理的字典。13岁至14岁之间，他编写了3本关于粒子物理的书籍。它们没有发表。斯蒂芬·沃尔夫勒姆15岁时发表第一篇科学论文，17岁进入牛津大学学习；20岁时获得加州理工學院理论物理博士学位，22岁获得麦克阿瑟奖，23岁时创立复杂系统研究（complex systems research）领域，27岁时开发Mathematica软件，创立了斯蒂芬·沃尔夫勒姆公司，从事Mathematica以及其他数学软件、电脑软件的开发和发行。43岁时出版《一种新科学》。其中，Mathematica及相关产品同时获得了技术与商业上的巨大成功，成为支撑斯蒂芬·沃尔夫勒姆公司的旗舰产品。

### 粒子物理
沃尔夫勒姆从小就是个神童。15岁时，他开始在应用量子场论与粒子物理方面的研究和发表科学论文。课题包括物质产生和湮灭的基本相互作用、基本粒子和电流、强子和轻子物理、部分子模型，发表在专业的同行评议的科学期刊，包括Nuclear Physics B、Australian Journal of Physics、Nuovo Cimento 和 Physical Review D。
沃尔弗拉姆18岁时独立工作在重夸克产生方面，发表了一篇引用率很高的论文以及另外九篇论文，并继续研究，二十岁出头就在粒子物理学方面发表多篇论文。他与杰弗里C.福克斯的强相互作用理论仍在实验粒子物理学中使用。
他在伊顿公学接受教育，但在1976年进入圣约翰学院，17岁进入牛津大学，但发现课堂“awful” ，因此1978年未获得学位就离开，进入加州理工大学。次年，才20岁的他获得了粒子物理学博士学位。他的论文答辩委员会由理查德·费曼、Peter Goldreich、Frank J. Sciulli 和 Steven Frautschi组成，并且由Richard D.Field主持。
1981年，沃尔弗拉姆获得麦克阿瑟天才奖。在他获得博士后，沃尔弗拉姆在加州理工留校任教，成为麦克阿瑟奖学金最年轻的获得者。

## 相关工作

### 复杂系统和元胞自动机
1983年，沃尔夫勒姆进入普林斯顿大学自然科学学院，进行对元胞自动机的研究。主要使用计算机模拟。他系统性地调查了基本元胞自动机制的类别，并发表了一系列论文，初步构建了 Wolfram 代码的理念，发明了一维元胞自动机的命名系统，并且提出元胞行为复杂性的分类机制。他提出规则 110元胞自动机制可能具有图灵完备性。
1980年代中期，沃尔夫勒姆与理查德·费曼一起研究物理过程的仿真。并且提出复杂系统的场，设立了第一个相关课题的研究机构，伊利诺伊大学香槟分校的复杂系统研究中心（CCSR），还在1987年创办了《复杂系统》期刊。

### 符号操作程序
1979年和1981年之间，斯蒂芬领导加州理工学院物理系的计算代数系统（Symbolic Manipulation Program，SMP。即符号操作程序） 项目的开发。
在1981年，斯蒂芬被授予麦克阿瑟奖（MacArthur Fellowship）。1983年，他在国家自然科学学院进一步学习，并进行元胞自动机的研究，主要研究计算机模拟。
80年代中期， 斯蒂芬使用元胞自动机进行了物理过程的模拟研究。

### Mathematica
1986年，斯蒂芬在伊利诺伊大学香槟分校建立了复杂系统研究中心，并开始开发计算代数系统Mathematica，第一个版本于1988年发行。在1987年，他与其他合作者共同创建了沃尔夫勒姆研究公司公司进一步开发和推广Mathematica。斯蒂芬现为公司首席股东。

### 《一种新科学》
从1992年到2002年期间，他还致力于他的著作《一种新科学》的出版，该书提供了一个非常简单的计算系统的一种新的实证研究。此外，這表明了這些類型系統的基本推論，與傳統數學相比倒是更需要建立模型和瞭解自然的複雜。他的结论是，宇宙是在其本质上都是数字，并可以使用简单的程序机理运行，该机理即元胞自动机描述的基本规律。他预测，在科学界，这种认识将会对物理、化学和生物学和其他一般科学领域，产生重大和革命的影响。这也是该书的命名原因。

### 通用图灵机
斯蒂芬建立了著名的最简通用图灵机，它具有2个状态和5个颜色。接着，斯蒂芬进行了2,985,984个可能的2态3色图灵机的实证研究。从中，斯蒂芬推断出一种最简通用图灵机。
Stephen宣布把价值25000美元的奖颁发给提供了某个候选方案是否是通用最简的证明的第一个人或者小组。而Alex Smith，一个年仅20岁的来自英国的本科生宣布已经证明了Stephen的图灵机的全局性，并且获得了该奖。而计算机科学家沃恩·普拉特后来宣称已经发现该证明推理中的一个错误。对此，Stephen、Smith和其他人与普拉特的推理进行了辩论。

### 计算知识引擎
2009年3月，斯蒂芬宣布Wolfram Alpha的发行。沃尔夫勒姆阿尔法作为一个知识型计算搜索引擎，采用新方法提取信息，并具有易于使用的界面。Wolfram Alpha不是一个简单的搜索引擎，因为它不是简单地返回基于查询条件的结果，而且尝试通过计算获得结果来输出。
Wolfram Alpha 是微软的必应和苹果公司的Siri后台所使用的问答系统之一。

### Wolfram 语言
2014年6月，沃爾夫勒姆正式宣布 Wolfram 语言作为新型普适性多模态编程语言。该语言的文档在2013年10月在每台Raspberry Pi机器上Mathematica和 Wolfram 语言绑定推出时发布。虽然 Wolfram 语言已经作为一种主要的编程语言在Mathematica中使用超过25年，直到2014年它才正式命名。沃尔夫勒姆的儿子克里斯托弗在 SXSW 大会上使用 Wolfram 语言做了一个实时编码演示并且发布关于 Wolfram 语言的官方博文。
2015年12月8日，沃尔夫勒姆出版英文书籍《Wolfram 语言入门》（页面存档备份，存于），向没有编程经验的用户介绍 Wolfram 语言和这种计算思维方式，该书的中文版也已于 2016 年 12 月出版发行。 
斯蒂芬 · 沃尔夫勒姆和克里斯托弗 · 沃尔夫勒姆都为电影 Arrival 中外星语言的创造提供了帮助，其中就用到了 Wolfram 语言。

### Wolfram 物理計劃（2020年）
2020年4月，沃爾夫勒姆宣布了Wolfram物理項目，旨在減少和解釋超圖範式中的所有物理定律。這項工作是他最初在《一種新科學》中描述的思想的延續。
其基本思想是探索抽象重寫系統（在Wolfram MathWorld中稱為“替代系統”）的複雜性。其中主要对极端简化的系统进行探索。大多数示例来自有序图的重写系统，通过与字符串重写系统相关的示例说明了部分概念，詳見 https://writings.stephenwolfram.com/2020/04/finally-we-may-have-a-path-to-the-fundamental-theory-of-physics-and-its-beautiful（页面存档备份，存于）
沃爾夫勒姆的物理項目建立在類似元胞自動機的理論上，可能最終探明物理理論的本質。这种新引入的有序图系统以一种不同于细胞自动机的方式进行几何解释，而主要是这些几何解释为类比物理定律提供了切入点，該理論能否對物理界產生深刻影響，需要時間驗證。
一些物理學家不贊同沃爾夫勒姆不尋求同行評審的決定。物理學家肖恩·卡洛爾表示：“除非別人仔細研究，否則不要太興奮。科學是協作的，需要時間，而且大多數大膽的想法都是錯誤的。”

### 个人分析
斯蒂芬创立的数据对产品的重要意义也体现在他自己的生活中。他拥有一份广泛的个人分析日志，其中包括自 1980 年以来收到和发送的 email、按过的键、电话，甚至还有身体的运动。他认为“个人分析带给我们一个全新的维度来体验我们的生活”。

## 著作
Metamathematics: Foundations & Physicalization, (2022), Wolfram Media, Inc, ASIN:B0BPN7SHN3
Combinators: A Centennial View (2021)
A Project to Find the Fundamental Theory of Physics (2020), Publisher: Wolfram Media, ISBN 978-1-57955-035-6 
Adventures of a Computational Explorer (2019)
Idea Makers: Personal Perspectives on the Lives & Ideas of Some Notable People (2016)
《Wolfram 语言入门》（该书的中文版已于 2016 年 12 月出版发行）
《一种新科学》 (2002)
The Mathematica Book （多种版本）
Cellular Automata and Complexity: Collected Papers (1994)
Theory and Applications of Cellular Automata (1986)